# Алкидамант
Алкидамант (др.-греч. Ἀλκιδάμας; IV в. до н. э.) — древнегреческий философ-софист и ритор.
Родился в Элае, был учеником и последователем Горгия, учил в Афинах. Современник Исократа, был его соперником и оппонентом. До нас дошли две речи Алкидаманта: О софистах, обращенная против Исократа, и Одиссея, обвиняющая Паламеда в предательстве во время осады Трои.
Согласно Алкидаманту, высшей целью оратора является способность произнесения неподготовленных речей для убеждения каждого слушателя. Аристотель критиковал его сочинения за помпезность стиля и экстравагантное использование поэтических эпитетов и сложных метафор.
Другие его произведения сохранились фрагментарно или известны только их заголовки: Мессенская речь защищает свободу мессинцев и представляет мнение, что «все свободны от природы»; Панегерик смерти — размышления о страданиях человека; Техника или руководство по искусству риторики; Мусейон содержит рассказ о состязании Гомера и Гесиода.
Алкидамант заявлял, что «бог сделал всех свободными, природа никого не сделала рабом», «законы, властители государств».